# Ficedula rufigula
Ficedula rufigula е вид птица от семейство Мухоловкови (Muscicapidae). Видът е почти застрашен от изчезване.

## Разпространение
Разпространен е в Индонезия.